# Go with the Flow
"Go with the Flow" is een nummer van de Amerikaanse band Queens of the Stone Age. Het nummer verscheen op hun album Songs for the Deaf uit 2002. Op 7 april 2003 werd het nummer uitgebracht als de tweede single van het album.

## Achtergrond
"Go with the Flow" is geschreven door frontman Josh Homme en basgitarist Nick Oliveri. Het nummer werd een kleine hit; zo behaalde het in het Verenigd Koninkrijk de 21e plaats en in Australië de 39e plaats. In de Verenigde Staten kwam het niet in de Billboard Hot 100 terecht, maar bleef het steken op de zestiende plaats in de "Bubbling Under"-lijst met tips voor de Hot 100. Wel behaalde het in het land de 24e plaats in de Mainstream Rock-lijst en de zevende plaats in de Alternative Songs-lijst. In Nederland stond het nummer niet in de Top 40, maar kwam het tot de vijfde plaats in de Tipparade; wel werd de vijftigste plaats in de Mega Top 100 behaald. Tijdens de Grammy Awards in 2004 werd het nummer genomineerd in de categorie Best Hard Rock Performance, maar verloor het van "Bring me to life" van Evanescence.
De videoclip van "Go with the Flow" is gemaakt in Engeland door de visuele artiesten-groep Shynola. In de geanimeerde clip, gerenderd in zwart, wit en rood, speelt de band het nummer op een pick-up die door de woestijn rijdt. De clip kent een aantal seksuele thema's; zo worden twee auto's tegen elkaar botsen gebruikt als metafoor voor geslachtsgemeenschap. Tijdens de MTV Video Music Awards in 2003 won de clip in de categorie "Best Special Effects in a Video" en was het genomineerd in de categorie "Best Art Direction in a Video", wat het verloor van "There There" van Radiohead.
"Go with the Flow" is gecoverd door onder meer Röyksopp (op de live-EP Röyksopp's Night Out) en Jesse Hughes (die met Homme de band Eagles of Death Metal vormt). Daarnaast komt het voor in de videospellen Urban Freestyle Soccer, Juiced 2: Hot Import Nights, Gran Turismo 4, Asphalt 8: Airborne, MotorStorm: Arctic Edge, SingStar Rocks!, SingStar Amped, Rock Band en Rocksmith.

## Hitnoteringen

### Mega Top 100
| Hitnotering: 03-05-2003 t/m 24-05-2003 | Hitnotering: 03-05-2003 t/m 24-05-2003 | Hitnotering: 03-05-2003 t/m 24-05-2003 | Hitnotering: 03-05-2003 t/m 24-05-2003 | Hitnotering: 03-05-2003 t/m 24-05-2003 | Hitnotering: 03-05-2003 t/m 24-05-2003 |
| Week                                   | 1                                      | 2                                      | 3                                      | 4                                      |                                        |
| -------------------------------------- | -------------------------------------- | -------------------------------------- | -------------------------------------- | -------------------------------------- | -------------------------------------- |
| Nummer                                 | 81                                     | 50                                     | 62                                     | 78                                     | uit                                    |

### NPO Radio 2 Top 2000
| Nummer met noteringen in de NPO Radio 2 Top 2000 | '16  | '17  | '18 | '19 | '20  | '21  | '22  | '23 | '24  |
| ------------------------------------------------ | ---- | ---- | --- | --- | ---- | ---- | ---- | --- | ---- |
| Go with the Flow                                 | 1159 | 1035 | 844 | 991 | 1050 | 1070 | 1026 | 890 | 1074 |

1. ↑  Een vetgedrukt getal geeft de hoogste notering aan.
2. ↑  2016 was het eerste jaar met een notering voor dit nummer.